# Live In New York (альбом)
Live In New York — первый концертный альбом американской рок-группы The Twilight Singers, выпущен лейблом Infernal Recordings в 2011 году.

## Создание
Live In New York был записан Twilight Singers на гастролях в поддержку альбома Dynamite Steps — в пятницу, 13-го мая 2011 года, на сцене ночного клуба Webster Hall в Манхэттене. Группа исполнила свой репертуар с 2000 по 2011 год, а также ранее не издававшуюся на студийных альбомах кавер-версию песни Desire «Don’t Call». «Мы всегда любили играть для нью-йоркской публики и эта ночь не была исключением. Мы выложились на 110 процентов, а любовь, которой ответила аудитория, придала нам ещё больше сил. Это была волшебная ночь и чувство радости ощущалось даже после, в автобусе» — поделился впечатлениями Скотт Форд, бас-гитарист коллектива с 2003 года.

## Критика
«Иззубренный вокал Дулли в отличной форме, от дымного мурлыканья до яростно воя волка, пойманного в стальной капкан. Гитарист Дэйв Россер, басист Скотт Форд, ударник Грег Викцорек и скрипач Рик Нельсон, также на пике возможностей, обеспечивают безукоризненный аккомпанемент его сказкам о жажде наслаждений и чувстве вины» — написал редактор Examiner Коул Уотерман. «Громадное достоинство этой записи в том, что её энергетика ощущается даже без визуальной стороны» — подчеркнул журналист Rolling Stone Даниель Кох. Live In New York «показывает, как легко тоска одного человека может возвыситься до общего праздничного катарсиса» — заключил автор Pitchfork Стюарт Берман

## Список композиций
| №   | Название                | Альбом              | Длительность |
| --- | ----------------------- | ------------------- | ------------ |
| 1.  | «Last Night in Town»    | Dynamite Steps      | 4:36         |
| 2.  | «Blackbird and the Fox» | Dynamite Steps      | 3:04         |
| 3.  | «I’m Ready»             | Powder Burns        | 2:41         |
| 4.  | «Forty Dollars»         | Powder Burns        | 3:35         |
| 5.  | «Beginning of the End»  | Dynamite Steps      | 3:00         |
| 6.  | «Bonnie Brae»           | Powder Burns        | 7:18         |
| 7.  | «She Was Stolen»        | Dynamite Steps      | 3:01         |
| 8.  | «Don’t Call»            | Live In New York    | 4:32         |
| 9.  | «Too Tough to Die»      | She Loves You       | 7:03         |
| 10. | «Decatur St.»           | Blackberry Belle    | 3:55         |
| 11. | «Get Lucky»             | Dynamite Steps      | 4:19         |
| 12. | «Teenage Wristband»     | Blackberry Belle    | 3:23         |
| 13. | «Love»                  | Twilight as Played… | 4:53         |
| 14. | «Annie Mae»             | Twilight as Played… | 2:59         |
| 15. | «Candy Cane Crawl»      | Powder Burns        | 7:17         |
| 16. | «Never Seen No Devil»   | Dynamite Steps      | 5:44         |
| 17. | «On the Corner»         | Dynamite Steps      | 5:36         |
| 18. | «The Killer»            | Blackberry Belle    | 4:52         |
| 19. | «Gunshots»              | Dynamite Steps      | 3:44         |
| 20. | «King Only»             | Twilight as Played… | 3:22         |
| 21. | «Esta Noche»            | Blackberry Belle    | 6:21         |